# Nyabitekeri (Sektor)
Nyabitekeri ist ein Sektor (kinyarwanda: imirenge) im Distrikt (akarere) Nyamasheke in der Westprovinz Ruandas.

## Geographie
Nyabitekeri hat eine Fläche von 31,8 km² und liegt auf einer Höhe von etwa 1580 m. Der Sektor liegt auf einer Landzunge am Kivusee in der Nähe der kongolesischen Grenze. Südlich angrenzend liegt der Sektor Shangi. Der Sektor Nyabitekeri besteht von Norden nach Süden aus den fünf Zellen (utugari) Ntango, Kigabiro, Muyange, Kinunga und Mariba. Die Einwohnerzahl liegt Stand 2022 bei 29.293.

## Städtepartnerschaften
Seit 17. Juni 2008 besteht eine Städtepartnerschaft mit Boppard.